# Luttu (sjö i Juupajoki, Birkaland)
Luttu är en sjö i kommunen Juupajoki i landskapet Birkaland i Finland. Sjön ligger 88,9 meter över havet. Arean är 50 hektar och strandlinjen är 4,54 kilometer lång. Sjön  ingår i Kumo älvs huvudavrinningsområde.   Den ligger omkring 46 km nordöst om Tammerfors och omkring 180 km norr om Helsingfors. 